# STAR MAN 這顆星上的戀愛
，2013年日本電視劇，由關西電視台製作，在2013年7月9日至9月10日期間於富士電視網播放。此劇由廣末涼子主演，距離她上次主演連續劇已有17年。

## 劇情
主角宇野佐和子的丈夫突然離家出走，佐和子唯有在祖母的幫助下照顧自己的三個孩子。在不順暢的日子中，有天駕車差點撞到走到馬路上的失憶青年，原本要被他的危險之舉激怒，看到臉之後卻一見鍾情。她為不知道自己名字的青年取名「星男」。「星男」就作為三個孩子的爸爸，跟宇野一家共同生活。

## 角色列表

### 宇野家
- 宇野佐和子：廣末涼子

育有三子。於超市工作的店員。雙親因事故而死亡，由祖母拉拔長大。與一位到訪山梨縣河口湖旅行的男性結婚，與他生了三個小孩，某日丈夫突然從鎮上離去。在開車途中突然有位男子突然衝出差點撞上，下車察看時男子已經昏倒而趕緊將他載回家中。經醫生的診察後發現他可能患有失憶症，而佐和子藉此機會讓「星男」成為三兄弟的爸爸。
- 星男：福士蒼汰

原名達也。戶籍地與之前的職業不明。為了自殺而來到了湖畔的小船上，喝了藥後躺在了船上漂浮，記憶漸漸逝去的時候，遠處有著強烈光芒的流星打到了他的身上，隔日失去記憶。佐和子看他喜歡望著天空看星星，故將他取名為「星男」。
- 宇野大：大西流星（關西小傑尼斯）

長男。不太認同星男突然成為了自己的父親。
- 宇野秀：黒田博之（日语：黒田博之）

次男。內心覺得星男不錯，但礙於哥哥的壓力而不敢表達。
- 宇野俊：五十嵐陽向（日语：五十嵐陽向）

三男。跟兩個哥哥不同，很單純的喜歡星男。
- 柏原美代：吉行和子

佐和子的祖母。個性樂觀。在家裡幫忙佐和子打理家務，在背後支持著佐和子。
- 宇野光一：安田顯

佐和子的丈夫。突然失去蹤影後又回到了鎮上。

### 酒吧「STAR」
- 須多節：小池榮子

酒吧主人。佐和子的摯友。佐和子有煩惱或開心的事總是找她分享。
- 佐竹幸平：KENCHI（EXILE）
- 平岡林太郎：本田大輔（日语：本田大輔）
- 富山：村松利史（日语：村松利史）

### YAMATO超市
- 前川浩介：石井正則

佐和子的上司。
- 安藤君：山田裕貴

喜歡祥子。
- 臼井祥子：有村架純

偷偷研究著有關UFO的事，對於星男或重田的舉動相當敏感。
- 重田信三：國村隼

對於星男的事物相當好奇。

### 重田家
- 古女房：角替和枝（日语：角替和枝）

信三之妻。
- ：佐藤涼平（日语：佐藤涼平）

信三的孫子。
- ：大塚桃子

信三的孫子。

### 其他
- 溝上先生：武東裕男（日语：モト冬樹）

鎮上的醫生，與宇野家關係良好。
- ：木南晴夏

## 製作人員
- 編劇：岡田惠和
- 音樂：大橋好規（日语：大橋トリオ）[3][4]
- 導演：堤幸彦
- 主題歌：YUKI《STARMANN》（Epic Records Japan）[5]
- 編劇STAFF：中村千明
- 助導：日高貴士、稲留武
- 標題：熊本直樹、木村康次郎
- CG：照井一宏、高橋良明
- 現場編集：小野愛
- 卡拉帶音源協力：第一興商
- 編舞：生島翔
- 料理監督：服部栄養専門学校
- 醫療監督：守屋俊介
- 動作協調員：諸鍛冶裕太（日语：諸鍛冶裕太）
- 操演：羽鳥博幸
- 汽車特技：雨宮正信（日语：雨宮正信）
- 資料提供：
- 攝影協力：、富士急行、富士河口湖町、
- 攝影棚協力：
- 製作人：河西秀幸、平部隆明
- 內容製作人：東田元
- 協力製作人：神康幸
- 助理製作人：山下有為、松永弘二、石田麻衣、白石裕菜
- 協力：
- 製作、著作：關西電視台、Horipro

## 集數列表
| 集數                                                     | 播出日期      | 標題                                    | 導演                              | 收視率 |
| -------------------------------------------------------- | ------------- | --------------------------------------- | --------------------------------- | ------ |
| 1                                                        | 2013年7月9日  | 命運的男人……原諒我，媽媽也是女人 （運命の男…許せ母も女だ）   | 堤幸彦                            | 10.5%  |
| 2                                                        | 2013年7月16日 | 急劇發展！星男爸爸的前女友襲捲而來 （急展開!星男パパ元カノ襲来） | 堤幸彦                            | 9.6%   |
| 3                                                        | 2013年7月23日 | 全部都是謊言…失蹤的丈夫回來了 （全部ウソでした…失踪夫戻る）      | 堤幸彦                            | 8.5%   |
| 4                                                        | 2013年7月30日 | 失蹤的丈夫、星男……終於回復記憶 （失踪夫・星男…遂に記憶戻る）     | 堤幸彦                            | 8.2%   |
| 5                                                        | 2013年8月6日  | 星男本性殘暴 出現新的謎團 （星男の本性は凶暴 新たな謎が）          | 鈴木浩介                          | 7.3%   |
| 6                                                        | 2013年8月13日 | 終於現出真身！奇蹟的開端 （遂に正体が!奇跡のはじまり）           | 白石達也                          | 8.1%   |
| 7                                                        | 2013年8月20日 | 戀人是星星王子 新章開始 （恋人は星の王子様 新章始まる）            | 堤幸彦                            | 9.6%   |
| 8                                                        | 2013年8月27日 | 危險能力的秘密 分離的預感 （危険な能力の秘密 別れの予感）          | 堤幸彦                            | 8.1%   |
| 9                                                        | 2013年9月3日  | 宇野家發生大事件！迎接而來 （宇野家に大事件！お迎え襲来）         | 白石達也                          | 7.8%   |
| 大結局                                                   | 2013年9月10日 | 最後一集！前往未知的結局 （最終話！未知の結末へ）           | 星男導演 堤幸彦 鈴木浩介 白石達也 | 6.9%   |
| 平均收視率：8.5%（收視率由Video Research於關東地區統計） |               |                                         |                                   |        |

- 第1集的播放時間加長15分鐘[2]。

## 外部連結
- 《星男·此星之戀》官方網站（日語）
- 富士電視台官方網站（页面存档备份，存于）（繁體中文）
- 緯來日本台官方網站（页面存档备份，存于）（繁體中文）

| 關西電視台、富士電視台系 週二10時連續劇 | 關西電視台、富士電視台系 週二10時連續劇               | 關西電視台、富士電視台系 週二10時連續劇 |
| --------------------------------------- | ----------------------------------------------------- | --------------------------------------- |
|                                         | （2013年7月9日－9月10日）                             |                                         |
| 幽靈女友 （2013年4月9日－6月18日）      | 萬事占卜處 歡迎來到陰陽屋 （2013年10月8日－12月17日） |                                         |

| 臺灣 緯來日本台 週一至週五 21:00 - 22:00    | 臺灣 緯來日本台 週一至週五 21:00 - 22:00   | 臺灣 緯來日本台 週一至週五 21:00 - 22:00 |
| ------------------------------------------- | ------------------------------------------ | ---------------------------------------- |
|                                             | 來自星星的他 （2018年1月25日－2018年2月7日） |                                          |
| 嬌妻出沒注意 （2018年1月11日－2018年1月24日） | －                                         |                                          |